# ناحیه اجانسی، شهرستان روبرتو، داکوتای جنوبی
شهرستان اجانسی، بخش روبرتو، جنوب داکوتا (به انگلیسی: Agency Township, Roberts County, South Dakota) یک منطقهٔ مسکونی در ایالات متحده آمریکا است که در داکوتای جنوبی واقع شده‌است.

## خصوصیات
شهرستان اجانسی ۹۳٫۲ کیلومترمربع مساحت و ۲۷۷ نفر جمعیت دارد و ۴۶۱ متر بالاتر از سطح دریا واقع شده‌است.